# Janis Kalidzakis
Janis Kalidzakis (ur. 17 lutego 1966 w Eleusis) – grecki piłkarz, występujący na pozycji obrońcy.
W latach 1987–1999 rozegrał 72 mecze w reprezentacji Grecji. Wystąpił na Mistrzostwach Świata 1994. Z Panathinaikosu AO czterokrotnie zdobywał Mistrzostwo Grecji (1990, 1991, 1995, 1996) i trzykrotnie Superpuchar tego kraju (1988, 1993, 1994). Sześciokrotnie sięgał po Puchar Grecji z Panathinaikosem (1988, 1989, 1991, 1993, 1994, 1995) i raz z AEK Ateny (2000).